# Том Шілдс
Том Шілдс (англ. Tom Shields, нар. 11 липня 1991, Панама-Сіті, Флорида, США) — американський плавець, олімпійський чемпіон 2016 року, чемпіон світу.

## Виступи на Олімпійських іграх
| Олімпіада | Дисципліна         | Місце |
| --------- | ------------------ | ----- |
| Ріо 2016  | 100 м батерфляєм   | 7     |
| Ріо 2016  | 200 м батерфляєм   | 20    |
| Ріо 2016  | 4x100 м комплексом | 1     |